# 贾振元
贾振元（1963年7月—），辽宁朝阳人，中国机械制造专家，现任大连理工大学校长，中国科学院院士，长江学者特聘教授。

## 生平
1984年8月，毕业于大连工学院机械制造专业，获得学士学位。1987年1月，获得大连工学院硕士学位。1990年7月，获得大连理工大学博士学位。
博士毕业后，贾振元留校任教，历任大连理工大学机械工程学院副院长、党委书记、院长，机械工程与材料能源学部部长。2015年3月，任大连理工大学副校长。2019年当选为中国科学院院士。2020年11月，升任大连理工大学常务副校长（正厅级）。2023年2月，升任大连理工大学校长（副部长级）。